# Mozambique en los Juegos Paralímpicos
Mozambique en los Juegos Paralímpicos está representado por el Comité Paralímpico de Mozambique, miembro del Comité Paralímpico Internacional.
Ha participado en cuatro ediciones de los Juegos Paralímpicos de Verano, su primera presencia tuvo lugar en Londres 2012. La deportista Edmilsa Governo logró la única medalla paralímpica del país en las ediciones de verano, al obtener en Río de Janeiro 2016 la medalla de bronce en atletismo en la prueba de 400 m (clase T12).
En los Juegos Paralímpicos de Invierno Mozambique no ha participado en ninguna edición.

## Medallero

### Por edición
Juegos Paralímpicos de Verano
| Evento              | Oro | Plata | Bronce | Total |
| ------------------- | --- | ----- | ------ | ----- |
| Londres 2012        | 0   | 0     | 0      | 0     |
| Río de Janeiro 2016 | 0   | 0     | 1      | 1     |
| Tokio 2020          | 0   | 0     | 0      | 0     |
| París 2024          | 0   | 0     | 0      | 0     |
| TOTAL               | 0   | 0     | 1      | 1     |

### Por deporte
Deportes de verano
| Evento    | Oro | Plata | Bronce | Total |
| --------- | --- | ----- | ------ | ----- |
| Atletismo | 0   | 0     | 1      | 1     |
| TOTAL     | 0   | 0     | 1      | 1     |